# 台南応用科技大学
台南応用科技大学（たいなんおうようかぎだいがく、Tainan University of Technology）は、台湾台南市永康区に位置する私立大学。学生数は1万1千人を超え、台湾南部最大級の私立大学である。飲食系およびデザイン・芸術系学部は台湾屈指の大学とみなされている。

## 概説
「創意の揺籃」「人文の殿堂」を掲げ，テクノロジーと人文科学の融合により、教養教育を重視する総合大学である。
学生は自主性を重視した学習スタイルで、自由の気風を育む「新」創造性と卓越性を求めることで知られ、国内外のコンクール受賞も数多い。
キャンパスは都市部にありつつも緑豊かで、隅々まで緑豊かな木々に守られており、台南で最も美しい庭園をもつ大学である。
近年は大学の国際化が進展し、日本をはじめ諸外国からの留学生が増加している。外国語教育（第二言語教育）が盛んであり、正課授業に加えて課外活動、セミナー講義が充実していることで知られる。

校訓：「學思相長」
『論語』の「學而不思則罔，思而不學則殆。」を出典とする。
校花：カーネーション
母の日を重視する台湾で愛される花である。幸せな家庭や調和のとれた社会を作るという願いを込めている。
教育目標
倫理、自主学習、学際性、創造的思考、実践力、国際的視野を目標に，
市民力、情報力、領域横断力、創発力、雇用力、グローバルモビリティを涵養する。

## キャンパス
台湾南部の歴史都市、台南市の中央部に位置する。

## 歴史
| 年     | 月日    | 事跡                               |
| ------ | ------- | ---------------------------------- |
| 1965年 | 1月     | 「台南女子家政専科学校」として開校 |
| 1997年 | 7月     | 「台南女子技術学院」と改称         |
| 2006年 | 8月1日  | 「台南科技大学」と改称             |
| 2011年 | 10月1日 | 「台南応用科技大学」と改称         |

## 組織
| |  |
| 生活科技学部 - 生活科学学科 - 服飾デザイン学科 - 美容学科 - 幼児保育学科 管理学部 - 会計情報学科 - 情報管理学科 - 国際企業学科 - 財務金融学科 - 応用外国語学科 デザイン学部 - 室内デザイン学科 - 視覚コミュニケーション学科 - 商品デザイン学科 - アニメーション学科 芸術学部 - 美術学科 - 音楽学科 - レジャーダンス学科 |  |

## 学生
昼間部9,226名、継続教育部2,726名の合計11,952名（2020/10/15現在）・